# Attentat de Gombe du 22 juillet 2015
L'attentat de Gombe du 22 juillet 2015 a lieu pendant l'insurrection de Boko Haram.

## Déroulement
Le 22 juillet 2015, six jours après un précédent attentat, la ville de Gombe subit de nouvelles attaques. Le récit de son déroulement est confus, selon l'agence Reuters, la première bombe, vraisemblablement actionnée par un kamikaze, explose vers 19 heures dans une mosquée au parc routier de Dadin Kowa au début du rassemblement pour la prière. Deux autres explosions ont ensuite lieu à l'entrée de la gare routière de Duky et dans un petit marché à proximité. Pour l'AFP, au contraire, l'attaque débute à 19 h 30 près de l'entrée de la gare de Dadin Kowa, puis 20 minutes plus tard dans le secteur de Dukku.

## Bilan humain
Le lendemain de l'attaque, un responsable de la Croix-Rouge déclare à l'agence Reuters que les explosions ont fait au moins 37 morts et 105 blessés. Selon l'AFP, le bilan des attentats est d'au moins 42 morts.